# Acacia ulicifolia
Acacia ulicifolia är en ärtväxtart som först beskrevs av Richard Anthony Salisbury, och fick sitt nu gällande namn av Arthur Bertram Court. Acacia ulicifolia ingår i släktet akacior, och familjen ärtväxter. Inga underarter finns listade i Catalogue of Life.

## Bildgalleri

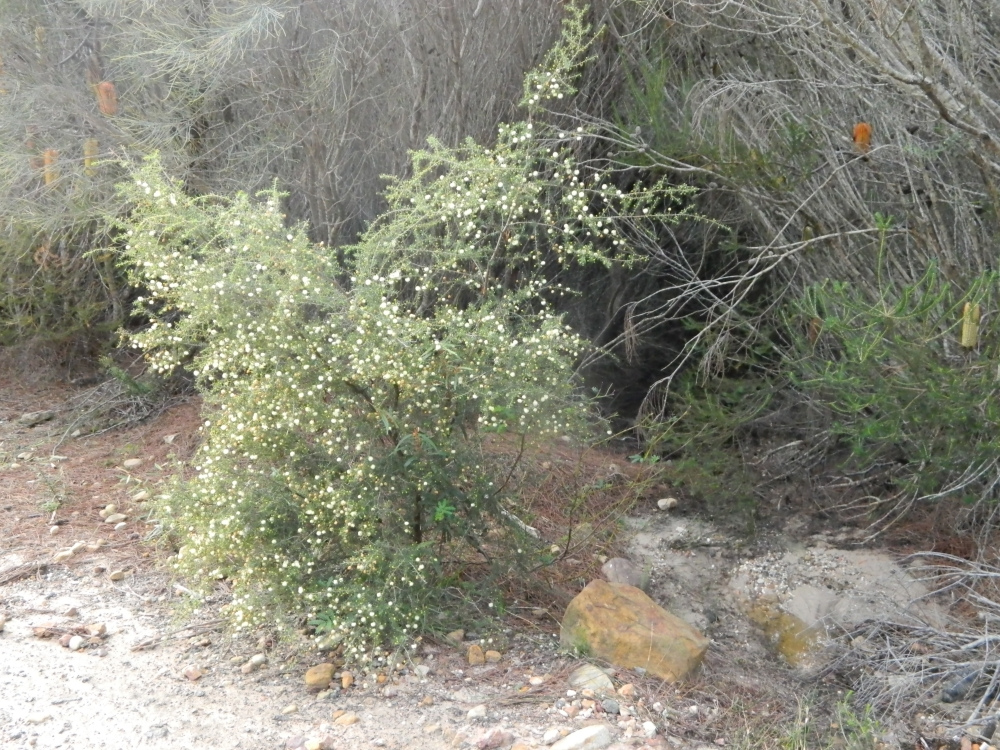